# DVD-VR
DVD-VR（DVD Video Recording Format）是由DVD Forum發明及推廣，用於DVD-RW和DVD-RAM上的視像錄影格式。使用DVD-VR格式的好處是碟片可隨意在碟上增／減資料、新增播放清單等，如使用DVD-Video格式則沒有這些功能。另有競爭對手DVD+VR。

## 特點
- 使用UDF版本2.0（DVD-Video使用的是1.02）

## 和DVD+VR比較

### 優點
- 錄影功能較多，如有「同時錄播」（時光平移）功能
- 支援主／次聲道（用於錄播部份國家的多語言廣播，例如麗音、MTS（英语：Multichannel television sound）、A2（英语：Zweikanalton）；由於麗音廣播最多能有三聲道，故只能錄播兩條數碼聲道或模擬單聲道）

### 缺點
- 使用非標準（DVD-Video）的檔案／目錄結構，普通的DVD放映機不懂識別。
- 錄影完畢後須要封片（Finalize（英语：Finalize (optical discs)））才能播放。

## DVD-Video格式錄影
大部份提供DVD-VR錄影的DVD錄影機均能在DVD-RW碟片上以DVD-Video格式錄影，使用和DVD-Video一樣的UDF 1.02版本，及檔案／目錄結構錄影。優點是和普通DVD放映機兼容；缺點是沒有DVD-VR提供的額外錄影功能，而且也需要封片才能播放，以符合DVD-Video唯讀的性質。

## 另見
- DVD+VR
- DVD